# Touroulia guianensis
Touroulia guianensis är en tvåhjärtbladig växtart som beskrevs av Jean Baptiste Christophe Fusée Aublet. Touroulia guianensis ingår i släktet Touroulia och familjen Ochnaceae. Inga underarter finns listade i Catalogue of Life.